# Машина времени (Назад в будущее)
Машина времени DeLorean — машина времени в фантастической франшизе «Назад в будущее», созданная путём модернизации автомобиля DeLorean DMC-12. Автомобилю требуется 1,21 гигаватт мощности и он должен двигаться со скоростью 88 миль в час (142 км/ч), чтобы начать путешествие во времени.

## Принцип работы
Минуточку, Док. Ты что, сделал машину времени… из DeLorean?
Управление машиной времени одинаково во всех трёх фильмах франшизы. Путешественник во времени сидит внутри DeLorean и включает устройство под названием Временной контур, поворачивая ручку рядом с рычагом переключения передач, тем самым активируя блок, содержащий несколько четырнадцати- и семисегментных дисплеев, показывающих даты и время пункта назначения (красный), настоящего (зелёный) и последнего отправления (жёлтый). После ввода целевой даты с помощью клавиатуры внутри DeLorean путешественник во времени разгоняет автомобиль до скорости 88 миль в час (141,6 км/ч), что активирует Конденсатор потока. Окружённый электрическим током, похожим на заряд трансформатора Теслы, через мгновение автомобиль исчезает во вспышке света, оставляя огненные следы от шин. Цифровой спидометр прикреплён к приборной панели, чтобы путешественник во времени мог точно измерить скорость автомобиля. В прошлом поклонники кинофраншизы выдвигали различные предложения относительно того, почему автомобиль должен двигаться со скоростью 88 миль в час для путешествия во времени, но на самом деле съёмочная группа выбрала скорость просто потому, что им нравилось, как это выглядело на модифицированном для фильма спидометре. Максимальные значения заводского спидометра на приборной панели серийного DeLorean — 85 миль в час.

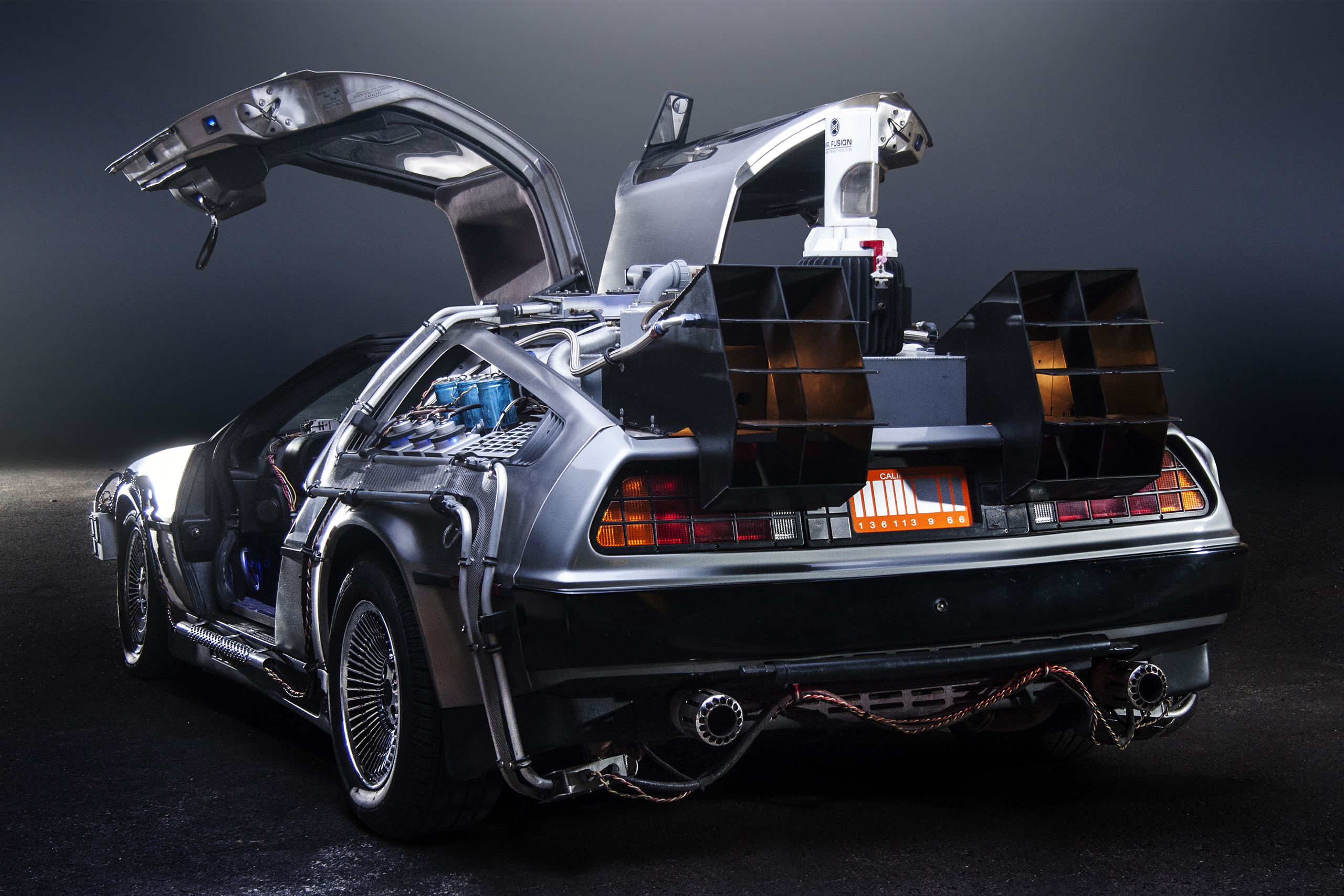
Вид машины времени DeLorean сзади

Наблюдатель за пределами машины времени видит яркую вспышку в момент исчезновения DeLorean, пассажир же перемещается во времени, однако остаётся в том же месте. После перемещения во времени снаружи DeLorean становится очень холодным, а его корпус покрывается инеем.
Путешествовать во времени так, как было задумано, героям фильмов мешают различные технические сбои. В первом фильме у машины проблемы с запуском, и она, к большому разочарованию Марти, с трудом заводится после остановки. Во второй картине отображение времени пункта назначения даёт сбой и показывает случайные даты (в основном 1 января 1885 года), что в итоге приводит к отправке Дока в 1885 год. В третьем фильме полётный модуль (добавленный Доком в 2015 году), топливопровод и топливный коллектор повреждены, из-за чего DeLorean не в состоянии передвигаться своим ходом.

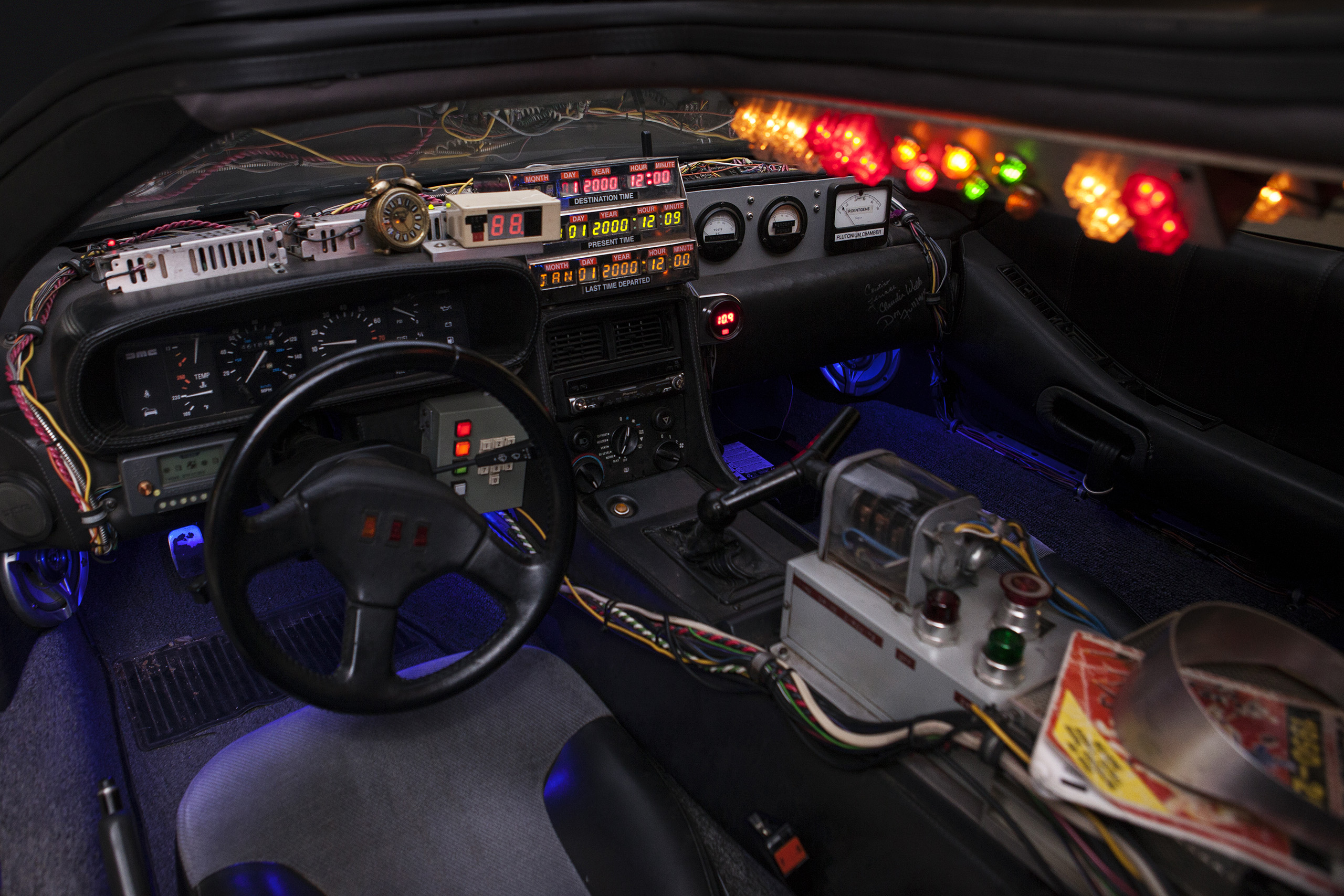
Салон DeLorean с оборудованием

Для путешествий во времени машине требуется заряд электричества мощностью не менее 1,21 гигаватт. В первом фильме эта мощность добывается из ядерного реактора, работающего на плутонии. После случайного путешествия Марти на 30 лет назад, у Дока в 1955 году ещё нет этого радиоактивного металла, поэтому он снабжает машину большим шестом с крюком, чтобы направить энергию разряда молнии в Конденсатор потока и отправить Марти обратно в 1985 год. Во время первого визита Дока в 2015 год он переоборудовал машину времени, заменив ядерный реактор на реактор Mr. Fusion, использующий в качестве топлива мусор.
Хотя Mr. Fusion обеспечивает необходимую мощность для путешествий во времени, DeLorean по-прежнему приводится в движение двигателем внутреннего сгорания. В третьем фильме во время путешествия Марти в 1885 год у машины повреждён топливопровод. После того, как Марти с Доком починили топливопровод, они пытаются использовать виски в качестве топлива, поскольку коммерческий бензин им ещё недоступен. Тест терпит неудачу, повреждая систему впрыска топлива и лишая автомобиль возможности двигаться своим ходом.
Док и Марти рассматривают варианты достижения требуемой скорости 88 миль в час и в конечном итоге решают толкать машину паровозом. Они заменяют стандартные колёса DeLorean специальным комплектом, предназначенным для сопряжения с железнодорожными рельсами. Для дополнительной мощности, необходимой для разгона, Док добавляет в котёл локомотива свою собственную версию «Presto Logs» (химически обработанная смесь прессованной древесины и антрацита) и выбирает место с достаточно длинным прямым участком пути, чтобы разогнать машину времени до нужной скорости.
Требуемая мощность произносится в фильме как «одна целая, двадцать одна десятая джиговатта», где джиговатт означает «один миллиард ватт». Написание jigowatts используется и в сценарии. Однако правильное написание: gigawatts. Звук «j» в приставках системы СИ «giga-», хотя и используется редко, является приемлемым произношением. В дополнительных материалах к фильму «Назад в будущее» на DVD Боб Гейл рассказал, что написал единицу измерения мощности с ошибкой потому, что так её произносил научный консультант фильма.

## Оборудование

### Конденсатор потока
Конденсатор потока (англ. Flux capacitor), состоящий из ящика прямоугольной формы с тремя мигающими трубками за стеклом внутри, расположенными в форме буквы «Y». Док описывает своё изобретение как «то, что делает возможным путешествие во времени». Это устройство — основной компонент машины времени.
Когда машина времени приближается к скорости 88 миль в час, свет, исходящий от конденсатора потока, начинает пульсировать быстрее, пока не превращается в яркий устойчивый поток. Идея создания конденсатора потока пришла Доку 5 ноября 1955 года, когда он вешал часы в ванной стоя на унитазе; поскользнувшись, Док ударился головой о раковину, после чего придумал это устройство. В фильмах нет точного объяснения принципа работы конденсатора потока. В сцене на парковке Док объясняет Марти, что корпус DeLorean из нержавеющей стали оказывает прямое и существенное влияние на «рассеивание потока», однако его рассказ прерывают террористы.

### Временной контур

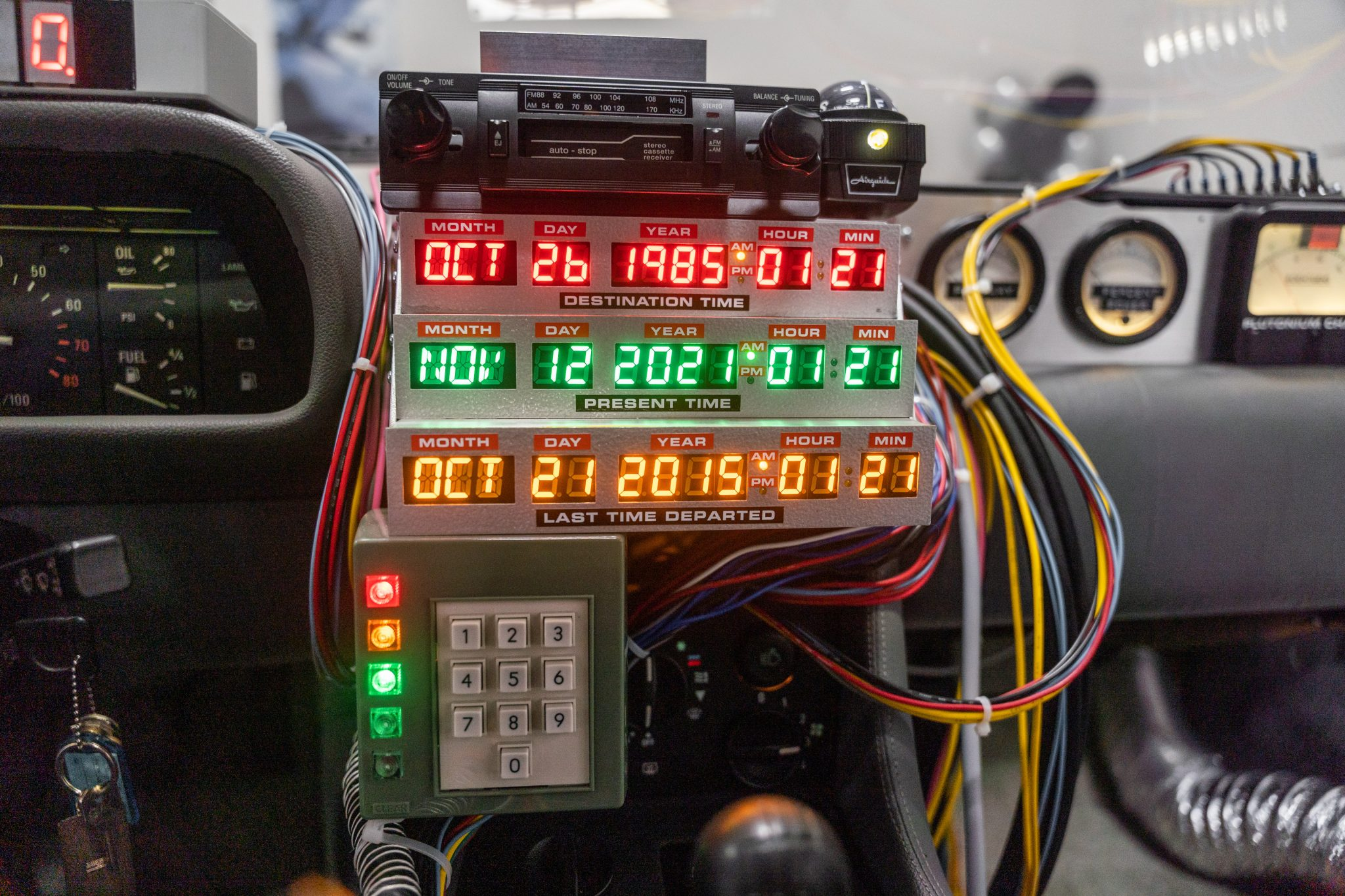
Временной контур

Временной контур (англ. Time circuits) — неотъемлемая часть машины времени DeLorean, представляющий собой устройство ввода с цифровым дисплеем. Дисплей разделён на три части: время пункта назначения (красного цвета), текущее время (зелёного цвета) и время последнего отправления (жёлтого цвета). На каждом из трёх дисплеев указываются месяц, день, год, часы и минуты в 12-часовом формате. Док показал Марти возможности временного контура после его первого испытания на парковке, приведя в качестве примеров три известные даты: подписание Декларации независимости США 4 июля 1776 года; рождество Христово 25 декабря 0000 года; и день, когда Док изобрёл путешествие во времени — 5 ноября 1955 года.
Во втором фильме Бифф Таннен повредил временной контур, который начал работать со сбоями: на дисплее времени назначения отображалось 1 января 1885 года. Удар молнии вызвал неисправность, из-за которой DeLorean переместился из 1955 в 1885 год. В этом году Док попал в ловушку, так как ремонт был невозможен, потому что микросхема управления временного контура была разрушена ударом молнии, а подходящие запасные части были изобретены только в 1947 году. Док разместил инструкции по ремонту в машине времени, чтобы он в 1955 году мог отремонтировать её, используя компоненты той эпохи, включая электронные лампы. Затем Док написал письмо с объяснением ситуации и передал его Western Union с указанием доставить письмо Марти в 1955 году.

### Mr. Fusion

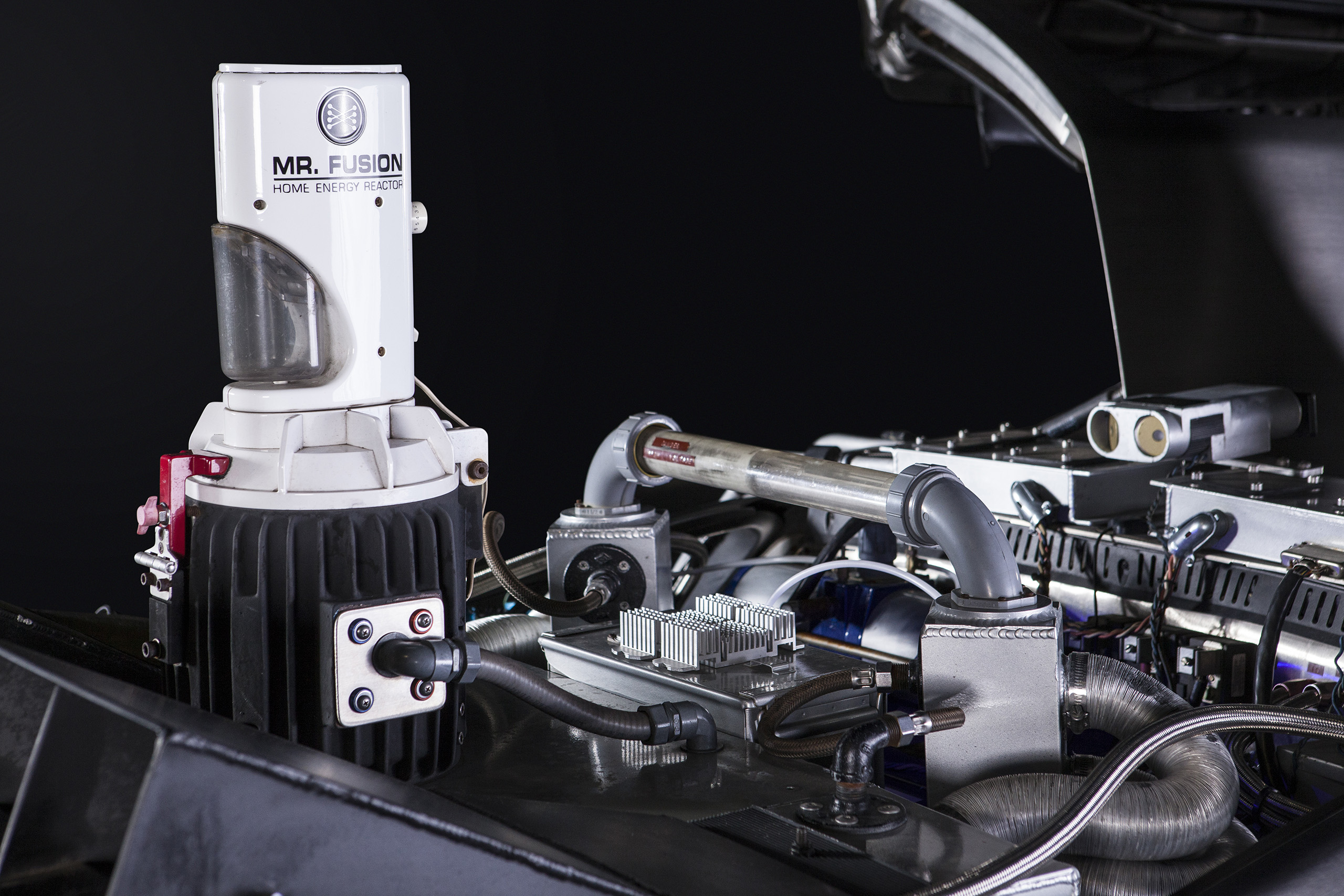
Mr. Fusion Home Energy Reactor

Mr. Fusion Home Energy Reactor — источник энергии, используемый машиной времени DeLorean. Впервые его можно увидеть в финальной сцене первого фильма, когда Док подъезжает к дому Макфлаев после путешествия в 2015 год. Mr. Fusion был своеобразной пародией на кофемашины Mr. Coffee, популярные во время съёмок фильма. Реквизитом для Mr. Fusion стала автоматическая кофемолка Coffina производства Krups.
Mr. Fusion преобразует бытовые отходы в энергию для конденсатора потока и временного контура с использованием ядерного синтеза. В фильмах Mr. Fusion позволяет машине времени DeLorean генерировать 1,21 гигаватт, необходимые для путешествия во времени. Производимая устройством энергия позволяет заменить радиоактивный плутоний в качестве основного источника энергии, позволяя персонажам обойти жёсткие требования к выработке энергии, на которых основан сюжет первого фильма.
Устройство может обеспечить достаточную мощность для конденсатора потока и временного контура, однако не используется для питания самого DeLorean, который передвигается с помощью обычного бензинового двигателя внутреннего сгорания. Это ограничение оказалось решающим в третьем фильме, когда Док и Марти застряли в 1885 году и не могут разогнать DeLorean из-за пробитого топливопровода. Система полёта автомобиля также питается от Mr. Fusion и способна разогнать DeLorean до требуемой скорости 88 миль в час, но из-за удара молнии она была повреждена.

## Создание
В первом варианте сценария машина времени представляла собой лазерное устройство, размещённое в комнате; в этом сценарии в конце фильма устройство прикрепляли к холодильнику и отвозили на испытание ядерной бомбы. Спилберг наложил вето на эту идею, опасаясь, что дети будут забираться в холодильники. В те времена дверцы холодильников запирались на защёлку, и поэтому самостоятельно открыть дверцу холодильника изнутри не представлялось возможным. В качестве нового варианта Земекис предложил DeLorean, обладавший рядом преимуществ для машины времени: мобильный, с уникальным дизайном, который для людей 1950-х годов выглядит как инопланетный корабль из-за его характерных дверей типа «крыло чайки» (вдохновлённые Mercedes-Benz 300 SL). В оригинальной концовке «Назад в будущее» Марти должен был уехать от ядерного взрыва на полигоне, чтобы запустить конденсатор потока DeLorean для возврата в 1985 год. Однако во время съёмок фильма бюджет вышел за первоначальные рамки, а студия Universal отказалась предоставить продюсерам дополнительное финансирование. Из-за этого источник энергии для машины времени был заменён на удар молнии в башню с часами в Хилл-Вэлли.
Машина времени DeLorean для съёмок «Назад в будущее» разрабатывалась дизайнерами Роном Коббом и Эндрю Пробертом под руководством Лоуренса Полла. Компания Ford предложила 75 000 долларов за использование Ford Mustang в качестве машины времени, на что Гейл ответил, что «Док Браун не водит грёбаный Мустанг» (англ. Doc Brown doesn't drive a fucking Mustang). При производстве Майкл Финк осуществлял связь с художественным отделом, ему было поручено реализовать эскизы Кобба и наблюдать за перестройкой автомобиля. Полл и Кантон, работавшие с ним над «Бегущим по лезвию» (1982) и «Приключениями Бакару Банзая» (1984) соответственно, завербовали его. Финк был задействован в другом проекте, но согласился помочь, выделив несколько свободных недель.
Для съёмок были куплены 3 подержанных DeLorean: один для трюков, один для спецэффектов и один для обычных съёмок. Машины были технически ненадёжны и часто ломались. Скорость 88 миль в час (142 км/ч) в качестве скорости путешествия во времени выбрали потому, что её было легко запомнить и это число выглядело «круто» (англ. cool) на спидометре. Для этого пришлось изготовить новый спидометр, так как в оригинальных DeLorean максимальная скорость на спидометре показывает отметку в 85 м/ч. Конденсатор потока, необходимый по сюжету для путешествий во времени, назывался Конденсатором временного поля (англ. Temporal Field Capacitor), но Земекис посчитал это название неправдоподобным. Во время работы над фильмом «Китайский синдром» (1979) Финк узнал о нейтронном потоке (англ. Neutron flux), и они с Земекисом предложили назвать устройство Конденсатором потока (англ. Flux Capacitor). Кобб и Проберт установили Конденсатор потока на крышу машины, но Финк перенёс его на уже привычное местно рядом с водителем. Финк сконструировал Конденсатор потока из телекоммуникационного шкафа и реле Torr High-Voltage с подсветкой. После ухода Финка из проекта его место занял Майкл Шеффе, закончивший работу над Конденсатором потока и построивший запасной источник питания Mr. Fusion из кофемолки Krups.
В сценах с летающим DeLorean использовалась комбинированные съёмки с моделью машины в масштабе 1:5 (примерно 84 см в длину), которую создал художник по визуальным эффектам Стив Голей, и которую съёмочная группа снимала на синем экране. На создание модели из эпоксидной смолы, стали и алюминия ушли месяцы. Для имитации двигателей на шины были установлены галогенные лампы, а сами шины для огнеупорности были изготовлены из алюминия. Лобовое стекло модели закрашивали синим мелом, чтобы скрыть отсутствие пассажиров в машине.
В первом фильме 1985 года использовались 3 автомобиля DeLorean 1982 года выпуска. В сценах, где машина появляется после путешествия во времени её поливали жидким азотом для создания эффекта обледенения. Основание для ядерного реактора было сделано из колпака от Dodge Polara. В одной из первых сцен внутри DeLorean были спрятаны углекислотные огнетушители для имитации эффекта выхлопа. Всего на съёмках трилогии было задействовано 5 настоящих автомобилей DeLorean, а также один «технологический», построенный специально для съёмок внутри салона. В сценах бездорожья в третьем фильме на DeLorean была установлена модифицированная рама Volkswagen Käfer с вайтволлами и хромированными колпаками Baby Moon.
Оригинальные двигатели PRV V6 были сохранены на автомобилях DeLorean, однако художники по звуковым эффектам использовали звук двигателя V8 от Porsche 928 и звуки лэндспидера из «Звёздных войн».

## Автомобили, использованные в съёмках

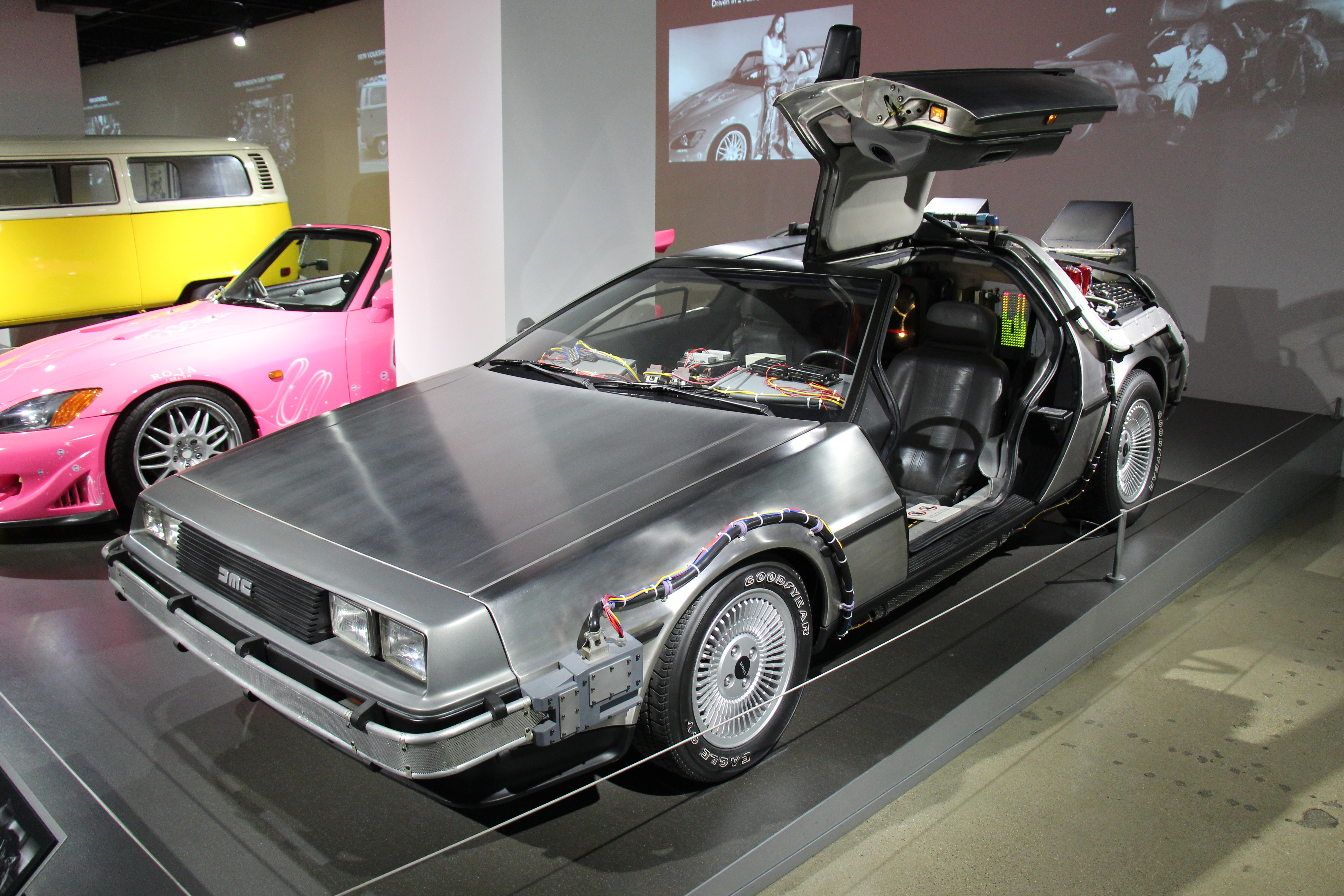
DeLorean DMC-12 из фильма в Автомобильном музее Петерсена

Отдел спецэффектов Universal Studios для фильма «Назад в будущее» построил три машины времени DeLorean: A, B и C.
Автомобиль «А» был самым детализированным и чаще других использовался в съёмках, а по их окончании был доставлен в Universal Studios Hollywood как выставочный экспонат. Со временем посетители начали воровать детали с автомобиля. Боб Гейл выбрал команду для ремонта машины, которая привела её в идеальное состояние. В настоящее время автомобиль выставлен в Автомобильном музее Петерсена в Лос-Анджелесе.
Автомобиль «B» использовался в основном для трюков во всех трёх фильмах. После запланированного столкновения с поездом во время съёмок машина превратилась в груду обломков. Коллекционер и автостроитель Джей Орберг использовал обломки этой версии автомобиля для создания различных копий DeLorean. В настоящее время трюковой автомобиль выставлен в Хаббардстоне, штат Массачусетс.
Автомобиль «C» использовался для съёмок внутри салона, поэтому был разрезан на части, чтобы туда могло поместиться съёмочное оборудование. Автомобиль был оставлен в Universal Studios Hollywood, многие его части были использованы для копии, созданной Томом Талмоном для Universal Japan. В свою очередь Universal Japan продала автомобиль частной компании.

## В массовой культуре
- Док Браун появляется в эпизодической роли в комедийном фильме «Миллион способов потерять голову» (2014), где главный герой обнаруживает Дока в сарае. Там же видна задняя часть DeLorean, которую Док быстро прикрывает. DeLorean, использованный для этой сцены, — точная копия, принадлежащая режиссёру и главному герою фильма Сету Макфарлейну.
- DeLorean появляется в музыкальном клипе на песню «Deer in the Headlights» проекта Owl City.
- В эпизоде «The Secret Origin of Denzel Crocker!» мультсериала «Волшебные покровители» во время путешествия Тимми во времени в Диммсдейл в 1982 году можно увидеть DeLorean.
- DeLorean появляется в трёх эпизодах мультсериала «Гриффины».
- Чёрно-белая версия DeLorean появляется в одном из мультфильмов «Spy vs. Spy» в мультсериале «Псих».
- Lego-версия DeLorean появляется в играх и фильмах: Lego Dimensions, Lego Jurassic World и «Лего. Фильм 2».
- Модульная версия DeLorean есть в платном загружаемом пакете контента для симулятора парка развлечений Planet Coaster.
- В мультсериале «Американский папаша!» DeLorean появляется в эпизоде «DeLorean Story-an».
- В мультсериале «Харви Бёрдман» DeLorean ненадолго появляется в конце эпизода «Back to the Present».
- Автомобиль появляется среди гоночных машин в фильме «Первому игроку приготовиться» (2018).
- В DeLorean DLC для Car Mechanic Simulator 2015 представлена данная модель под названием DeLorean SciFi.
- Модель автомобиля представлена в DLC Rocket League - Back to the Future Car Pack[23] под названием "DeLorean Time Machine" для игры Rocket League 21 октября 2015 года (по трилогии "Назад в будущее", это дата, в которую переместились Марти Макфлай и Эмметт Браун, отправляясь в будущее)